# 平村 (長野県)
平村（たいらむら）は長野県北安曇郡にあった村。現在の大町市大字平にあたる。

## 地理
- 山：飛騨山脈（大凪山、餓鬼岳、東沢岳、燕岳、大天井岳、赤岩岳、西岳、槍ヶ岳、樅沢岳、三俣蓮華岳、鷲羽岳、真砂岳、野口五郎岳、三ツ岳、烏帽子岳、南沢岳、不動岳、船窪岳、北葛岳、蓮華岳、針ノ木岳、スバリ岳、赤沢岳、鳴沢岳、岩小屋沢岳、爺ヶ岳、布引山、鹿島槍ヶ岳、五竜岳、白岳）、西遠見山、大遠見山、小遠見山、天狗岳、牛首山、硫黄岳、赤岳、湯俣岳、南真砂岳、高嵐山、餓鬼のコブ、唐沢岳、矢櫃山、鳩峰、小熊山、白沢天狗山、丸山、高千穂平、一ノ沢ノ頭
- 河川：高瀬川、籠川、鹿島川

## 歴史
- 1875年（明治8年）2月18日 - 筑摩県安曇郡野口村・借馬村・木崎村・森村・稲尾村・海之口村・中綱村・青木村・加蔵新田村が合併して平村となる。
- 1876年（明治9年）8月21日 - 長野県の所属となる。
- 1879年（明治12年）1月4日 - 郡区町村編制法の施行により、北安曇郡の所属となる。
- 1889年（明治22年）4月1日 - 町村制の施行により、平村が単独で自治体を形成。
- 1954年（昭和29年）7月1日 - 大町・常盤村・社村と合併して大町市が発足。同日平村廃止。